# Kozarišče
Kozarišče este o localitate din comuna Loška dolina, Slovenia, cu o populație de 241 de locuitori.